# Distrito rural de Kelarabad
Kelarabad (em persa: دهستان كلارآباد) é um distrito rural no distrito de Kelarabad, do condado de Abbasabad, na província de Mazandaran, Irã.
No censo de 2006, sua população era de 8 445 habitantes, em 2 394 famílias. O distrito rural possui 18 aldeias.